# Sir-Tech
Sir-Tech Software, Inc.是美国已歇业电子游戏开发商及发行商，以电子角色扮演游戏系列巫术而知名。

## 历史
Norman Sirotek和Robert Woodhead在1980年春建立了Sirotech Software。Sirotech Software发行了信息树（一款数据库管理程序)、《Galactic Attack》和测试版的《巫术：绝望的迷宫》。《绝望的迷宫》随后易名《巫术：疯狂领主的试验场》并于1981年秋正式发行，标志着巫术系列首款游戏的发行。
1981年春，电子游戏开发发行商Sir-Tech Software, Inc.在美国建立。
Sir-Tech美国于1998年关闭。位于加拿大的Sirtech加拿大有限继续运营到2003年末。
除了巫术系列外，Sir-Tech在1994年首发的铁血联盟系列也是畅销系列。

## 游戏

### 开发并发行
- Galactic Attack（1980，以Sirotech名义)[請求校對翻譯]
- Wizardry: Dungeons of Despair（1981，以Sirotech名义)
- 巫术：疯狂领主的试验场（1981）
- Wizardry II: The Knight of Diamonds（1982）
- Wizardry III: Legacy of Llylgamyn（1983）
- Crypt of Medea（1984）
- Rescue Raiders（1984）
- Deep Space: Operation Copernicus（1986）
- Wizardry IV: The Return of Werdna（1987）
- Wizardry V: Heart of the Maelstrom（1988）
- The Usurper: The Mines Of Qyntarr（1989）
- Wizardry VI: Bane of the Cosmic Forge（1990）
- Freakin' Funky Fuzzballs（1990）
- Wizardry VII: Crusaders of the Dark Savant（1992）
- Jagged Alliance: Deadly Games（1996）
- Nemesis: The Wizardry Adventure（1996）
- Wizardry Gold（1996）
- Wizardry 8（2001）

### 仅开发
- Jagged Alliance 2（1999）
- Jagged Alliance 2: Unfinished Business（2000）

### 仅发行
- Star Maze（1982）
- The Seven Spirits of Ra（1987）
- Realms of Arkania: Blade of Destiny（1993）
- Realms of Arkania: Star Trail（1994）
- Druid: Daemons of the Mind（1995）
- Jagged Alliance（1995）
- Fable（1996）
- Armed & Delirious（1997）
- Excalibur 2555 AD（1997）
- Virus: The Game（1997）
- Realms of Arkania: Shadows over Riva（1997）

### 发行中止
- Stones of Arnhem（1994） [3][4]